# 艾克曼分子生物學研究中心
艾克曼分子生物學研究中心，原名艾克曼分子生物學研究所（Lembaga Biologi Molekuler Eijkman）是位於印尼雅加達的實驗室。得名於荷蘭病理學家克里斯蒂安·艾克曼，他發現腳氣病是由於人體缺乏硫胺所導致，並因此獲頒諾貝爾生理學或醫學獎。

## 歷史

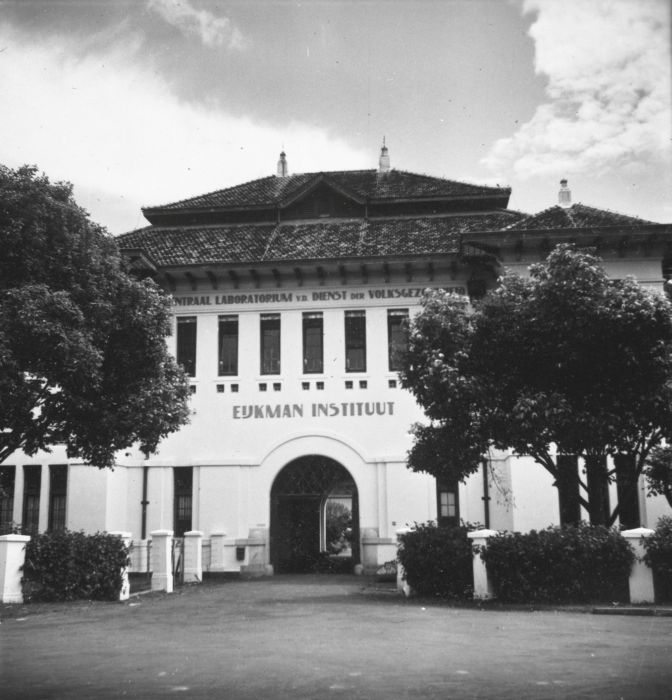
1939年的研究所

「醫學實驗室」（荷蘭語：Geneeskundig Laboratorium）於1888年在雅加達市中心的迪波尼哥羅街69號建立，克里斯蒂安·艾克曼被指派為首位主任。工作期間，艾克曼發現原先被認為是外界因素而引起的腳氣病，真正病因是由於人體缺乏硫胺，該發現使其於1929年獲頒諾貝爾生理學或醫學獎。1938年，為紀念艾克曼的貢獻，實驗室更名為「艾克曼研究所」（荷蘭語：Eijkman Instituut）。
第二次世界大戰期間，日本在佔領印尼後指控該研究所的首位印尼裔主任艾哈邁德·莫赫塔爾（Achmad Mochtar）向交付給奴工的疫苗投毒。莫赫塔爾和其他研究人員接受酷刑和審訊後，他與日軍達成協議，以認罪換取釋放其他研究人員，並隨後被處決，埋葬於未銘刻的墳墓。事後調查發現，日軍可能在實驗為其部隊提供的破傷風類毒素疫苗，並在失敗後將莫赫塔爾作為代罪羔羊。
1960年代，研究所由於印尼國內動盪而暫時關閉，業務被併入西普托·滿軍庫蘇莫醫師醫院。研究所在後來的30年間仍舊處於關閉狀態。1992年，時任研究和技術部部長優素福·哈比比決定重新啟用研究所。根據該部第475/M/Kp/VII/1992號法令，研究所再次開放，並於1993年全面投入使用。1998年亞洲金融風暴期間，研究所陷入財政困境。
2004年，研究所利用DNA技術確認澳洲駐印度尼西亞大使館爆炸案的自殺式炸彈客。研究所目前是印尼少數設有氣體淨化室的生物安全三級實驗室之一。

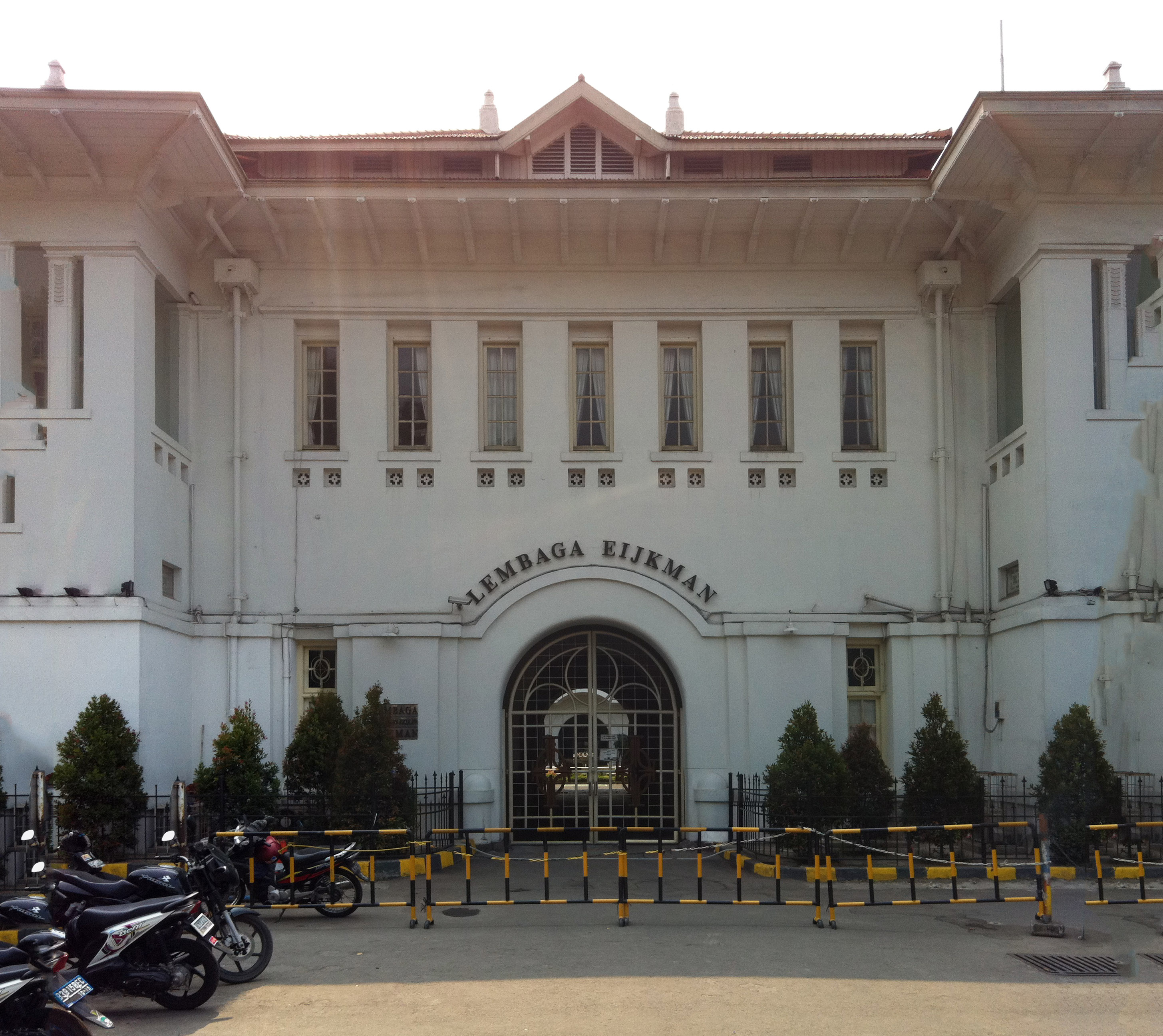
2011年的研究所

1992年重新啟用以來，艾克曼分子生物學研究所以獨特地位長期隸屬於研究和科技部（今教育、文化、研究和科技部），且雖然為政府所管理的機構，但主要透過類似私人公司的合約進行人員招聘。研究所的研究和工作人員不屬於印尼政府的公務員體系，其薪資仍由政府支付。

## 降級和撤銷
2021年9月22日起，艾克曼分子生物學研究所正式脫離教育、文化、研究和科技部，成為國家研究與創新署的下屬機構。研究所名稱改為「艾克曼分子生物學研究中心」，隸屬國家研究與創新署的生命科學與環境研究機構。改隸後，研究所被撤銷特殊地位，並降級為研究中心，人員的招聘過程也受到該署監管。

### 清算爭議
2022年1月1日，國家研究與創新署（下稱BRIN）在未給付資遣費的情況下開始遣散大部分研究中心的研究人員，並提供其透過公務員選拔程序成為該署研究員或其他機構雇員的機會。BRIN提供5個選擇予被解雇的研究人員，有71名研究人員和其他非研究人員等共113名員工受此影響。同日，BRIN宣布拆分艾克曼分子生物學研究中心，一部分成為BRIN第四附屬機構（Deputy IV），其餘則交由衛生部管理。
拆分一事受到執政聯盟和在野黨批評，人民代表會議要求BRIN提供相關訊息，並對解雇研究所人員的爭議做出解釋。
行政和官僚改革部後來確認BRIN的決定合法，部長扎赫約·庫莫羅進一步指出，71名被解雇的員工中，68人是擁有學士和碩士學位的研究助理，2名是已取得博士學位的初級研究人員（40歲以下），另1名是具有博士學位的高級研究人員（40歲以上）。他也透漏，無論BRIN是否將其拆分，研究中心終究需由政府進行改革，因為該機構長期存在人員管理不善和其他違規事宜。

## 建築
研究中心外觀與博物館相似，內部則盡量保持在當時克里斯蒂安·艾克曼工作時的布局，如自啟用以來即擺放藤椅和木製家具的訪客休息室。研究中心被移交給衛生部後，家具將被移至芝比儂的新建築。

## 外部連結
- 艾克曼分子生物學研究中心